# Артаксеркс II (царь Персиды)
Артаксеркс II — царь Персиды в I веке до н. э.

Артаксеркс II был царём Персиды в I веке до н. э. Из нумизматического материала Артаксеркса II известно, что его отцом был Дарий II. Об этом же говорится в надписи на серебряной чаше.
Сыном Артаксеркса II был Намбед. Преемником же стал Вахшир, которого авторы Ираники предположительно, а иранский исследователь Х. Резахани и редакторы книги «Парфянская и ранняя Сасанидские империи» утвердительно называют сыном Дария II, то есть братом самого Артаксеркса II.